# Karlaplan

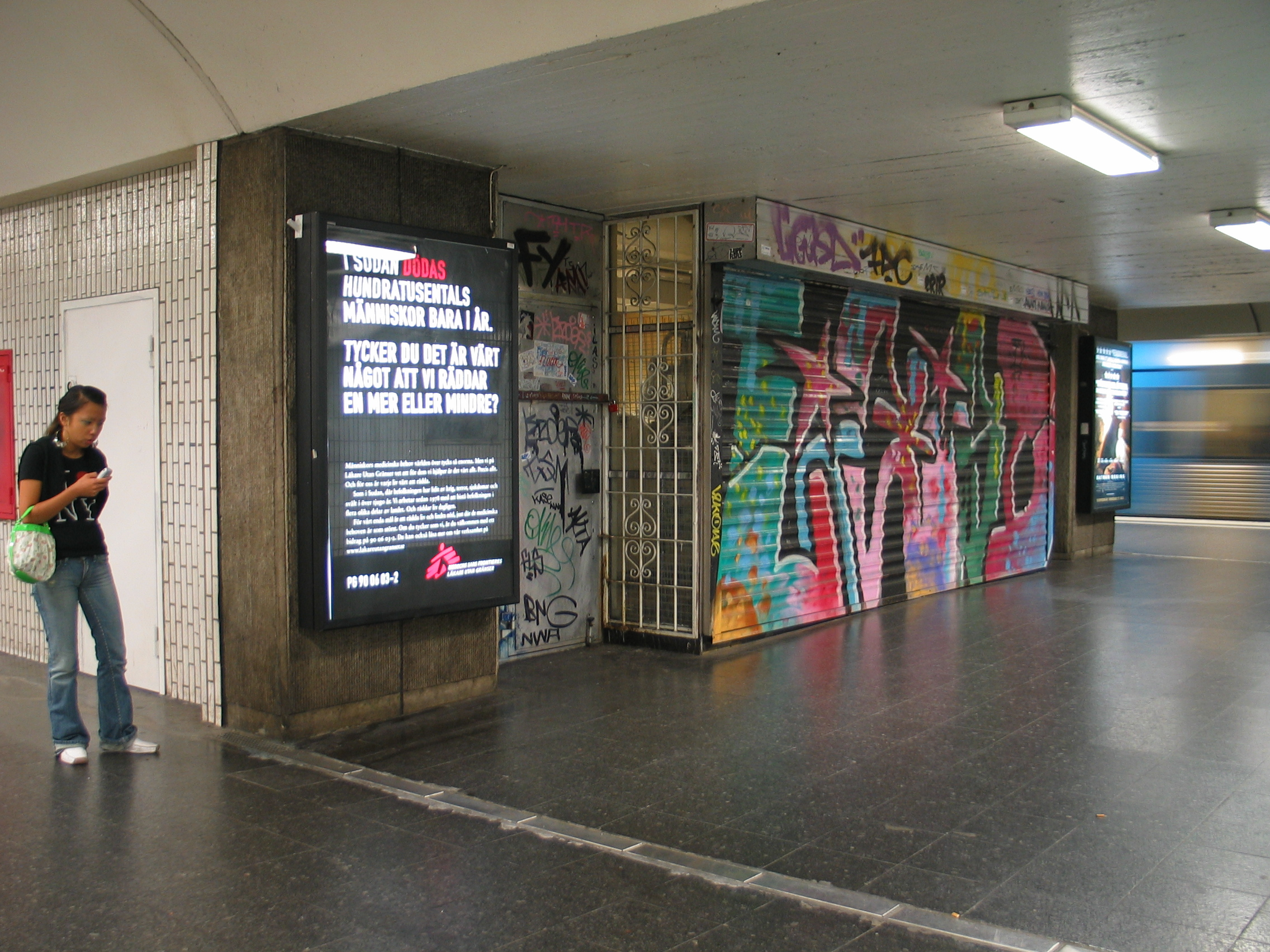
Wnętrze

Karlaplan – podziemna stacja metra w Sztokholmie położona w Innerstaden, w dzielnicy Östermalm, w części Östermalm. Na czerwonej linii metra T13, między Östermalmstorg a Gärdet. Dziennie korzysta z niej około 15 800 osób.
Stacja znajduje się na głębokości 23 m między Karlaplanem a rondem przy Valhalavägen i Värtavägen. Ma dwa hale biletowe, północna zlokalizowana jest przy Värtavägen, wyjścia znajdują się przy Värtavägen i na rogu Valhallavägen i De Geersgatan. Południowa hala znajduje się przy Karlaplanie, ma wyjścia na rogu Karlaplanu i Östermalmsgatan, centrum handlowym Fältöversten oraz na rogu Erik Dahlbergsallén i Värtavägen. 
Otworzono ją 2 września 1967 wraz z odcinkiem Östermalmstorg-Ropsten. Ma jeden peron. Stacja została zaprojektowana przez Olova Blomkvista.

## Sztuka
- Kompozycja z ceramiki na ścianach stacji, Tor Hörlin, 1967
- Den dagen och den sorgen, 96-metrowy fotomontaż przedstawiający wydarzenia w Szwecji w XX wieku, Larseric Vänerlöf, 1983

## Czas przejazdu
| Linia | Stacja   | Czas przejazdu | Stacja                                                    | Czas przejazdu                 |
| T13   | Ropsten  | 4 min          | Östermalmstorg T-Centralen Gamla stan Slussen Liljeholmen | 2 min 4 min 6 min 7 min 14 min |
| T13   | Norsborg | 40 min         | Östermalmstorg T-Centralen Gamla stan Slussen Liljeholmen | 2 min 4 min 6 min 7 min 14 min |

## Otoczenie
W otoczeniu stacji znajdują się:
| - Patent- och regist. verket - Östra Reals gymnasium - Östermalmsskolan - Gustav Adolfs kyrka - Gustav Adolfs parken - TV-Huset - Radiohuset - Gärdesskolan | - Gärdeshallen - Filmhuset - Svenska Filminstitutet - Krigsarkiviet - Naturvårdsverjet - Försvarets Materielverk - Djurgårdens Waldorfskola - Olaus Petriparken |